# Vršovice (zámek)
Zámek ve Vršovicích stojí v jižní části obce Vršovice (okres Louny) v zátočině Ohře. Byl postaven v 1. polovině 17. století, později prošel několika stavebními úpravami. Je chráněn jako kulturní památka ČR. V současné době je pustý a nepřístupný. V květnu 2024 se zřítila zámecká věž.

## Historie
Dnešní zámek ve Vršovicích měl předchůdkyni v tvrzi, na které sídlili majitelé vršovického panství. Ačkoli je poprvé písemně doložena v roce 1419, je velmi pravděpodobné, že zde panské sídlo stálo už mnohem dříve, minimálně za Rydkéřů z Polenska, kteří vršovický statek získali v roce 1396 a vlastnili ho až do roku 1474.

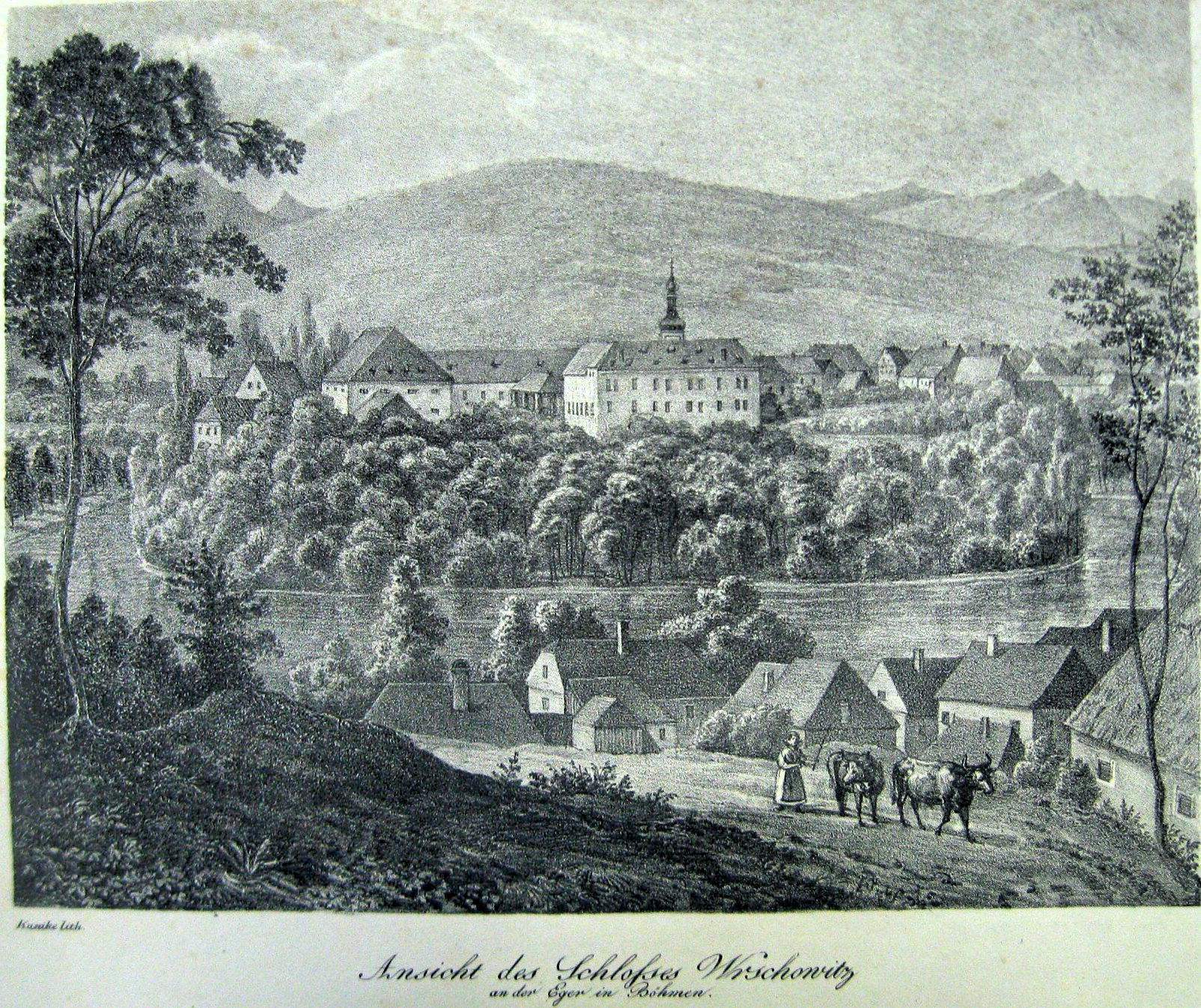
Vršovický zámek na litografii A. F. Kunikeho ze 30. let 19. století

V 16. století se vršovické panství dostalo do rukou rodin, které pocházely z měšťanského prostředí v Lounech. Nejprve to byli od roku 1517 Sokolové z Mor, v roce 1598 je vystřídali Zákostelští z Bílejova. Je pravděpodobné, že středověká tvrz byla upravena na menší venkovský zámeček už v průběhu 16. století. Napovídala by tomu i cena 81 000 míšeňských kop, za kterou Vršovice v roce 1615 koupil císařský rada a zemský soudce Prokop Dvořecký z Olbramovic, roku 1621 popravený za účast na stavovském povstání. V té době k Vršovicím patřila ještě tvrz v Kystře, vrchnostenské dvory v několika dalších vesnicích a řada rybníků a vinic.
Všechen Dvořeckého majetek připadl koruně. Vršovické panství v roce 1622 koupil Volf Ilburk z Vřesovic. Nad hlavním zámeckým portálem se snad dosud nachází alianční erb jeho a manželky Alžběty rozené Berkové z Dubé a letopočet 1628, který zřejmě značí dokončení stavby. Odpovídá tomu i tvarosloví obloučkových stupňovaných štítů v obou nárožích čelní fasády, mající pozdně renesanční charakter. Až do roku 1663 se v držbě Vršovic vystřídalo několik majitelů. Toho roku je koupila Sylvie Kateřina Černínová provdaná z Bádenu. V majetku tohoto markraběcího rodu zůstal zámek až do roku 1783. V kupní smlouvě z roku 1663 je zachycen popis zámku. Již v té době byl na věži v průčelí orloj. V té době k zámku patřily chmelnice, vinice s lisem, zelinářská zahrada, bažantnice a pivovar. V letech 1735–1736 provedl Ludvík Jiří z Bádenu stavební úpravy zámku, jejich rozsah ale není známý.
Za Bádenských, ale ani později, nebyl vršovický zámek rezidenčním sídlem. Ekonomicky bylo vršovické panství podřízeno správě bádenských statků v Lovosicích. Na zámku byli ubytováni úředníci, kteří měli na starosti chod panství. Jak Bádenští, tak i pozdější majitelé Schwarzenberkové využívali pobyty na zámku především ke střelbě na bažanty a sousední pozemky jako honitbu. Za sedmileté války a za války o bavorské dědictví byla v zámku několikrát ubytována pruská armáda a vnitřní zařízení objektu bylo poškozeno.
Roku 1783 prodala Alžběta Augusta z Bádenu vršovické panství svému příbuznému Janovi knížeti ze Schwarzenberka. Schwarzenberkové je vlastnili až do roku 1924, kdy z něj byl v rámci pozemkové reformy vytvořen zbytkový statek. Po roce 1945 se objekt zámku stal majetkem Místního národního výboru ve Vršovicích, který v zámku zřídil byty. Koncem 80. let už byl volně přístupný objekt takřka bez nájemníků, stav neudržované budovy byl špatný. Po roce 1989 se zámek dostal do soukromých rukou a jeho devastace pokračuje.
V květnu 2024 se zřítila věž.

## Stavební podoba
Zámek má čtyřkřídlou dispozici, v jeho středu je čtvercový dvůr. Fasády jsou hladké, okna pravoúhlá. Ve východním traktu byla umístěna kaple sv. Kříže, jež stavebně předstupuje z fasády. Severní křídlo je opatřeno arkádami, arkády jsou rovněž v patře západního křídla. V přízemí jsou arkády sklenuté plackami, v patře valenou klenbou. Tou je zaklenutý i průjezd vchodu do zámku a místnosti v přízemí severního křídla. Ze severu k zámku přiléhá dvůr s hospodářskými budovami, opatřenými barokními štíty.

## Galerie

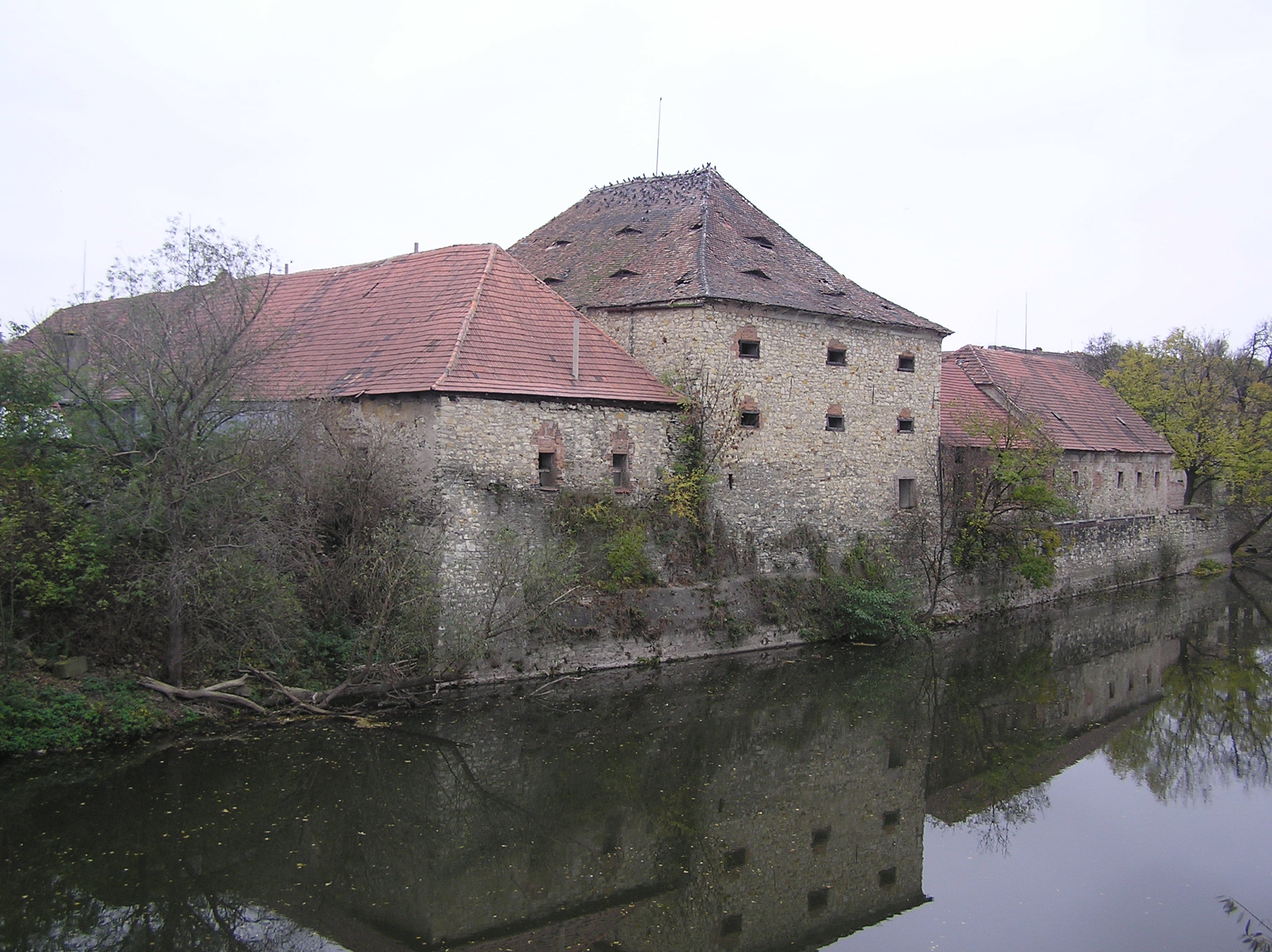
Zámecké hospodářské budovy
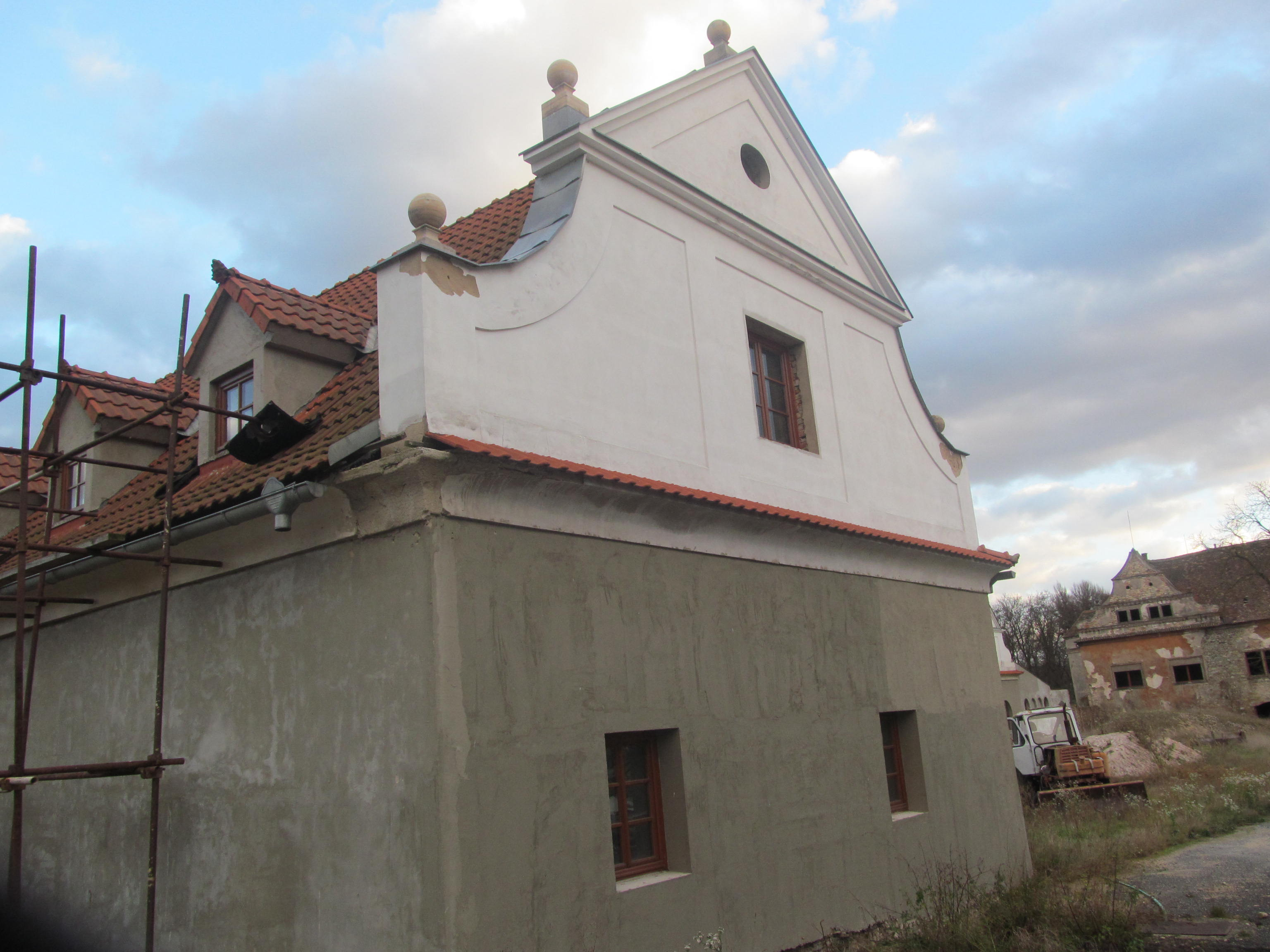
Barokní štít jedné z hospodářských budov